# لن شکلتن
لن شکلتن (به انگلیسی: Len Shackleton) بازیکن فوتبال زادهٔ ۲۳ مه ۱۹۲۲ اهل کشور انگلستان که سابقهٔ بازی در تیم ملی فوتبال انگلستان را در کارنامهٔ خود دارد. وی در تاریخ ۲۶ سپتامبر ۱۹۴۸ نخستین بازی ملی خود را در مقابل تیم ملی فوتبال دانمارک انجام داد و با حضور در ۵ بازی ملی، در تاریخ ۱ دسامبر ۱۹۵۴ واپسین بازی ملی‌اش را در برابر تیم ملی فوتبال آلمان غربی برگزار کرد.
این بازیکن توانسته در بازی‌های ملی، ۱ گل به ثمر برساند.